# Авелиани
Авелианите (също Авелити) са секта, възникнала през 4 век близо до Хипон в Северна Африка по време на царуването на Аркадий.
Живеели във въздържание, както твърдели, че е правел Авел. Поради това, че деца на Авел не са споменати в Писанието, авелианите смятали, че той не е имал никакви, но се задължавали да бъдат женени, като са забранявали консумирането на брака и всяка двойка трябвало да осинови две деца, момче и момиче, които давали обет да встъпят помежду си в също такъв фиктивен брак — тогава двойката спокойно им завещавала имуществото си.
Сектата просъществува приблизително до 430 година.
Авелианите се споменават в книгата на Августин Блажени „De Haeresibus“.